# 핀란드 국립극장

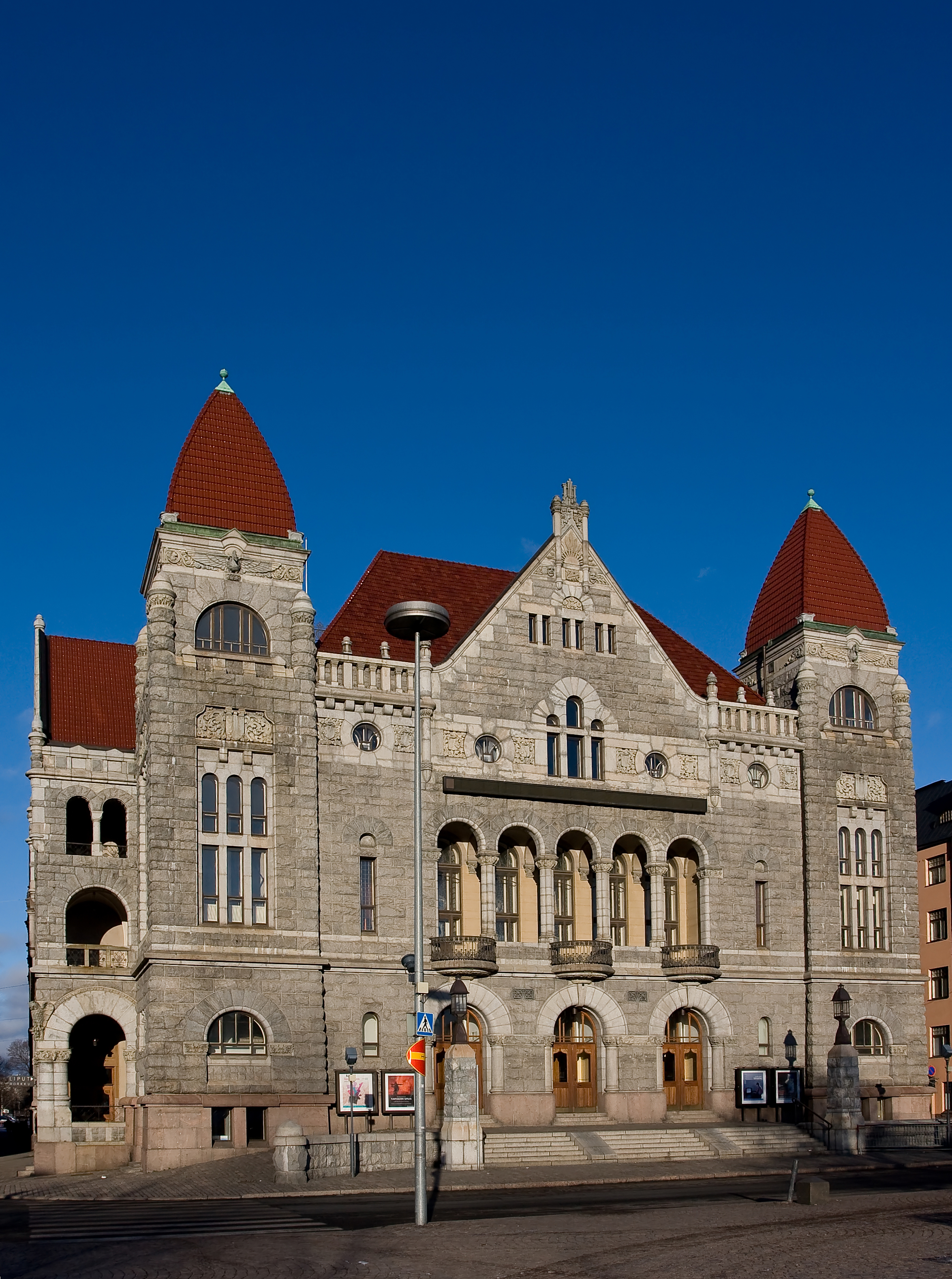
핀란드 국립극장

핀란드 국립극장(핀란드어: Suomen Kansallisteatteri)은 핀란드 헬싱키에 위치한 국립 극장이다.